# Очеретянка (птах)
Очеретя́нка (Acrocephalus) — рід горобцеподібних комахоїдних птахів родини очеретянкових. Включає близько 35 видів, поширених у Старому Світі.
Представники — буруваті птахи, що мешкають на болотах та в інших вологих районах. Деякі мають смужки, інші однорідне забарвлення. Деякі очеретянки дуже дрібні, інші можуть досягати розмірів шпака. Всі вони мають подовжене тіло, похилий лоб, що надає голові загостреної форми (звідти наукова родова назва), і ступінчастий хвіст. Співають ці птахи сидячи на високій травичці, верхівці очерету або гілці, що стирчить. Спів включає гучний грубий тріск.
Гніздяться на траві, в очереті, на кущах. Гніздо — глибокий конус між стеблами трави, очерету або в глибині куща. Багато видів мігруючі, зокрема всі види, що гніздяться в помірних широтах.

## Види
Рід нараховує 42 види, включно з шістьма вимерлими:
- Очеретянка ірацька (Acrocephalus griseldis)
- Очеретянка кабо-вердська (Acrocephalus brevipennis)
- Очеретянка бура (Acrocephalus rufescens)
- Очеретянка світлоброва (Acrocephalus gracilirostris)
- Очеретянка мадагаскарська (Acrocephalus newtoni)
- Очеретянка сейшельська (Acrocephalus sechellensis)
- Очеретянка родригійська (Acrocephalus rodericanus)
- Очеретянка велика (Acrocephalus arundinaceus)
- Очеретянка східна (Acrocephalus orientalis)
- Очеретянка південна (Acrocephalus stentoreus)
- Очеретянка австралійська (Acrocephalus australis)
- Очеретянка гавайська (Acrocephalus familiaris)
- †Очеретянка солов'їна (Acrocephalus luscinius)
- Очеретянка саїпанська (Acrocephalus hiwae)[5]
- †Очеретянка агвігуанська (Acrocephalus nijoi)[6]
- †Очеретянка маріанська (Acrocephalus yamashinae)[7]
- †Очеретянка полінезійська (Acrocephalus astrolabii)[8]
- Очеретянка науруйська (Acrocephalus rehsei)
- Очеретянка каролінська (Acrocephalus syrinx)
- Очеретянка попеляста (Acrocephalus aequinoctialis)
- Комако (Acrocephalus percernis)[9]
- Очеретянка довгодзьоба (Acrocephalus caffer)
- †Очеретянка мореанська (Acrocephalus longirostris)[10]
- †Очеретянка кремова (Acrocephalus musae)[11]
- Очеретянка маркізька (Acrocephalus mendanae)
- Очеретянка туамотуанська (Acrocephalus atyphus)
- Очеретянка оливкова (Acrocephalus kerearako)
- Очеретянка риматарська (Acrocephalus rimitarae)
- Очеретянка гендерсонська (Acrocephalus taiti)
- Очеретянка піткернська (Acrocephalus vaughani)
- Очеретянка чорноброва (Acrocephalus bistrigiceps)
- Очеретянка тонкодзьоба (Acrocephalus melanopogon)
- Очеретянка прудка (Acrocephalus paludicola)
- Очеретянка лучна (Acrocephalus schoenobaenus)
- Очеретянка соргова (Acrocephalus sorghophilus)
- Очеретянка тупокрила (Acrocephalus concinens)
- Очеретянка маньчжурська (Acrocephalus tangorum)
- Очеретянка великодзьоба (Acrocephalus orinus)
- Очеретянка індійська (Acrocephalus agricola)
- Очеретянка садова (Acrocephalus dumetorum)
- Очеретянка ставкова (Acrocephalus scirpaceus)
- Очеретянка чагарникова (Acrocephalus palustris)

В Україні трапляються 8 видів: очеретянка прудка (Acrocephalus paludicola), очеретянка лучна (Acrocephalus schoenobaenus), очеретянка індійська (Acrocephalus agricola), очеретянка садова (Acrocephalus dumetorum), очеретянка чагарникова (Acrocephalus palustris), очеретянка ставкова (Acrocephalus scirpaceus), очеретянка велика (Acrocephalus arundinaceus) і очеретянка тонкодзьоба (Acrocephalus melanopogon).

## Ресурси Інтернету
- Відео Acrocephalus на сайті Internet Bird Collection
- Javier Blasco-Zumeta: Старіння та статеве визрівання